# ムニンノキ
ムニンノキ（無人の木、学名：Planchonella boninensis）は、アカテツ科に分類される常緑高木の一種。別名「オオバクロテツ」。

## 分布
日本固有種。小笠原諸島に分布する。

## 保全状況評価
絶滅危惧IB類 (EN)（環境省レッドリスト）
2000年までの環境省レッドデータブックでは絶滅危惧IA類に指定されていたが、2007年以降は絶滅危惧IB類と評価されている。